# Koonung Creek
Der Koonung Creek oder Koonung Koonung Creek ist ein Bach im australischen Bundesstaat Victoria.

## Verlauf
Er entspringt an der Grenze der Stadtviertel Nunawading und Dovale, 21 km östlich des Melbourner Stadtzentrums, in der Nähe der Springvale Road.
Von dort aus fließt der Bach 10,9 km in westliche Richtung bis zur Mündung zwischen Ivanhoe East, Bulleen und Balwyn North in den Yarra River unterhalb der Yarra Flats im Süden von Bulleen.

### Nebenflüsse
In seinem Lauf nimmt der Koonung Creek im Elgar Park in Mont Albert North den Bushy Creek auf, der heute unterirdisch in einem Rohr verläuft. 

### Siedlungen
Im Einzugsbereich des Baches leben rund 90.000 Menschen. Die meisten Siedlungen sind Erweiterungen städtischen Gebietes entlang des Koonung Creek Valley, was aber auf Doncaster und Balwyn North nicht zutrifft.
Folgende Siedlungen liegen am Bach (stromaufwärts geordnet):
- Southern Bulleen – ~ 5.000 Einwohner
- Balwyn North – 20.000 Einwohner

Bellvue
Greythorn
- Doncaster – 18.000 Einwohner
- Mont Albert North – 5.000 Einwohner
- Box Hill North – 10.000 Einwohner

Kerrimuir
- Southern Doncaster East - ~ 7.500 Einwohner
- Blackburn North – 6.800 Einwohner
- Donvale – 11.000 Einwohner
- Northern Nunawading - ~ 5.000 Einwohner

### Brücken

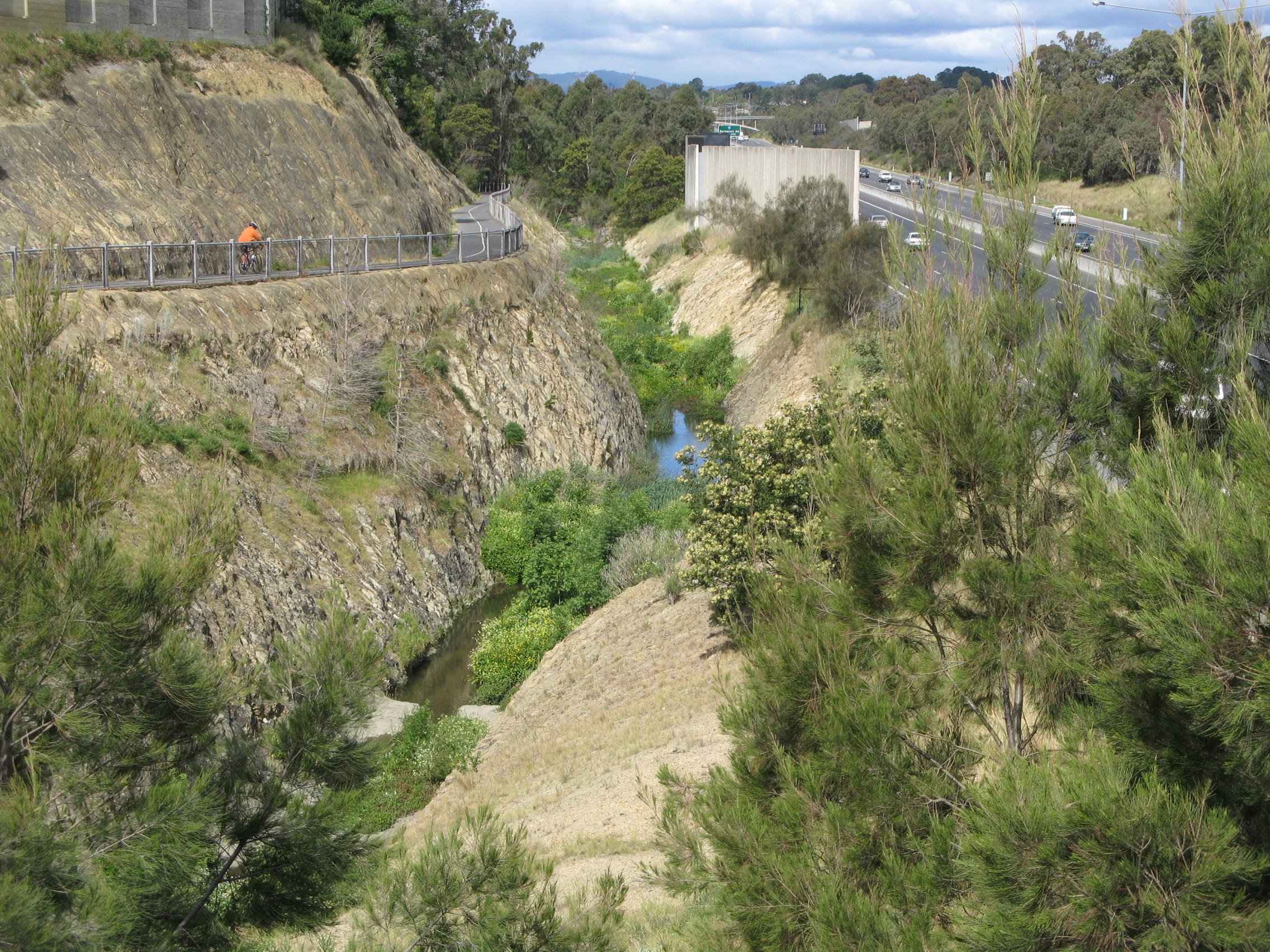
Der Koonung Creek seit seiner Umleitung wegen des Baus des Eastern Freeways (rechts) und des Koonung Creek Trails (links).

- Freeway Golf Course Footbridge
- Bulleen Road
- Thompsons Road
- Eastern Freeway
- Doncaster Road (Bachtunnel)
- Elgar Park Footbridge
- Elgar Road
- Tram Road
- Wetherby Road
- Eastern Freeway
- Boronia Grove Footbridges
- Blackburn Road (Bachtunnel, 1995)
- Koonung Creek Park Footbridges
- Springvale Road
- Eastern Freeway

## Wasserqualität
Melbourne Water beurteilt den Zustand des Baches als “sehr schlecht”. Laut der Behörde ist der Koonung Creek das am stärksten verschmutzte Fließgewässer in Melbourne. Die Messstation in Bulleen registrierte einen durchschnittlichen Befall mit E. coli-Bakterien von 1800; dies ist der neunfache Wert dessen, was für ein zum Schwimmen geeignetes Gewässer zulässig ist und zudem die höchste Konzentration, die in einem Fließgewässer in Melbourne gemessen wurde. Bereits seit Beginn der europäischen Besiedelung befindet sich der Koonung Creek in diesem schlechten Zustand.
Dennoch findet man fünf Arten von Fröschen im Bach (Common Eastern Froglet, Spotted Marsh Frog, Striped Marsh Frog, Eastern Banjo Frog und Brown Tree Frog).

## Straßen, Parks, Wege, Wahlkreise und Schulen
Nach dem Koonung Creek sind Straßen, Wege und Einrichtungen benannt:
- Koonung Park in Blackburn North und Koonung Park Tennis Centre
- Koonung Road in Blackburn North
- Koonung Ward (Wahlkreis) in der Local Government Area Manningham City
- Koonung Creek Trail, ein Rad- und Wanderweg
- Koonung Secondary College, eine weiterführende Schule